# 康斯坦丁·彼得罗维塞斯库
康斯坦丁·彼得罗维塞斯库（羅馬尼亞語：Constantin Petrovicescu；1883年10月22日—1949年9月8日），罗马尼亚军人，曾担任罗马尼亚内政部部长。1940年12月9日，发布了4766/940号法令，废除了铁卫团警察。1946年被捕受审，1949年在监狱去世。